# Cape Verde
Denna artikel handlar om kratern Cape Verde i planeten Mars. För staten Kap Verde, se Kap Verde.

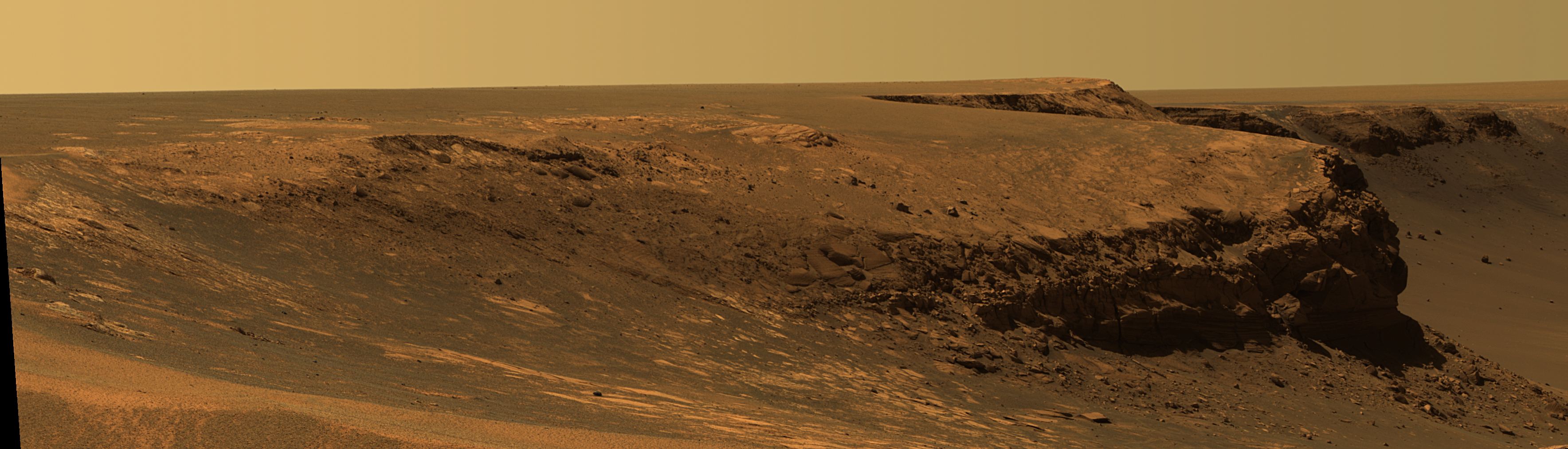
Cape Verde.

Cape Verde är en stor udde vid kanten av Victoriakratern i Meridiani Planum, Mars. Mars Exploration Rover Opportunity försökte nå toppen av denna bildning i oktober 2006 för att fotografera Victoriakratern.